# Le Livre invisible. Le Journal invisible
Le Livre invisible. Le Journal invisible (en russe : Ремесло: Повесть в двух частях: Невидимая книга, Невидимая газета ; Artisanat : une histoire en deux parties : Le Livre invisible. Le Journal invisible) est un recueil de deux textes autobiographiques de l'écrivain russe Sergueï Dovlatov, édité pour la première fois en français en 2017 aux Éditions La Baconnière avec une préface de Samuel Brussell, traduit du russe par Christine Zeytounian-Beloüs. La première publication aux États-Unis en langue russe date de 1977 pour Le Livre invisible et de 1985 pour le recueil des deux textes ensemble par Édition Ardis (en). 

## Contenu
Le premier texte, Le Livre invisible, raconte l’impossible aventure de publier un livre dans la Russie soviétique ; le second, Le Journal invisible, fait état de la non moins impossible tentative de créer un journal russe à New York au pays de la liberté, dans le monde capitaliste.